# 해머 드라이버
해머 드라이버(hammer driver)는 본체의 끝에 드라이버의 비트를 끼우고, 해머로 본체를 두들기면 충격에 의해서 나사가 빠지지 않는 곳이 사용한다.